# Kristotomus guptai
Kristotomus guptai là một loài tò vò trong họ Ichneumonidae.